# Idébénone
L'idébénone est une molécule de type quinone, en cours de test comme médicaments dans certaines myopathies.

## Mode d'action
Il s'agit d'un analogue synthétique du coenzyme Q10 ayant un rôle antioxydant, mais parfois aussi pro-oxydant.

## Efficacité
Dans la myopathie de Duchenne, l'idébénone améliore la fonction cardiaque et respiratoire, essentiellement chez les patients qui ne sont pas déjà sous corticoïdes, l'efficacité étant moindre s'ils sont déjà sous ces derniers.